# خوزه لوئیس مندیلیبار
خوزه لوئیس مندیلیبار (اسپانیایی: José Luis Mendilibar‎؛ زادهٔ ۱۴ مارس ۱۹۶۱) بازیکن سابق و مربی فوتبال اهل اسپانیا است.وی سرمربی فعلی باشگاه فوتبال المپیاکوس یونان  است.
از باشگاه‌هایی که در آن بازی کرده‌است می‌توان به اتلتیک بیلبائو بی اشاره کرد.